# Проституція в Ємені
Проституція в Ємені нелегальна і карається покаранням від 3 років тюремного ув'язнення в деяких випадках навіть смертельною карою, дуже поширена в місті Аден та столиці Сана. За оцінками ЮНЕЙДС, у країні налічується 54 000 працівників секс-бізнесу. Багато з цих жінок почали займатися проституцією через бідність. Деякі з них являються біженцями з Сомалі.
Осередком проституці є готелі в Сана. У деяких готелях є «домашні повії», їх можна забронювати разом з номером.
Більшість секс-туристів з інших країн Перської затоки, зокрема з Саудівської Аравії та Еміратів, займаються так званими «туристичними шлюбами». Вони дозволені деякими ісламськими правителями як «місярські» шлюби.
Секс-торгівля та дитяча проституція є одною з проблем в країні.

## Ісламський активізм
У 2009 році єменська релігійна поліція очолила репресії проти організованої китайцями проституції в Сана. Працівників багатьох масажних салонів, спа і ресторанів звільнили, а заклади закрили. Стверджувалося, що корупція дозволяла закладам працювати до того часу. На поліцію тиснув «Комітет чеснот і пороків», який очолив священнослужитель Абдул Маджид аль-Зіндані. Зіндані, якого Сполучені Штати визнали терористом у 2004 році, раніше видав фетву, яка санкціонувала знесення будинку чоловіка, підозрюваного в триманні бізнесу з секс-робітниками.
У січні 2012 року озброєні ісламісти напали на готель в Аден, який, на їхню думку, використовувався для проституції. Понад 10 озброєних людей відкрили вогонь по готелю Layali Dubai (Dubai Nights), перш ніж підпалити його. 2 людини загинули, 13 отримали поранення.

## Секс-торгівля людьми
Ємен є країною транспортування та меншою мірою пунктом призначення для жінок і дітей, які стали жертвами торгівлі людьми. Військовий затяжний конфлікт, що триває, відсутність верховенства права та економічний занепад, ймовірно, порушили одні моделі торгівлі людьми та загострили інші. Торговці людьми, співробітники служби безпеки та роботодавці примушують деяких єменських дітей до секс-торгівлі в Саудівській Аравії. Ефіопи та сомалійці, що добровільно поїхали до Ємену з надією знайти роботу в країнах Перської затоки, більшість з них, зазнали експлуатації в сексуальних цілях у Ємені. Інші мігрували на підставі шахрайських пропозицій працевлаштування в якості домашньої прислуги в Ємені, де згодом стали жертвами торгівлі людьми. Деякі жінки-біженки раніше були змушені займатися проституцією в провінціях Аден і Лагдж. За оцінками ООН, тривалий сирійський конфлікт призвів до притоку 100 000 сирійських біженців до Ємену; Сирійські жінки та діти-біженці, які жебракували на вулицях, були дуже вразливими до секс-торгівлі в країні.
Єменські діти стають жертвами секс-торгівлі всередині країни та в Саудівській Аравії. Повідомляється, що дівчат віком до 15 років залучають до комерційного сексу в готелях і клубах у провінціях Сана, Аден і Таїз. До конфлікту більшість секс-туристів які полюбляли дітей у Ємені були з Саудівської Аравії, менший відсоток походив з інших країн Перської затоки, включаючи Об'єднані Арабські Емірати.
Державний департамент США вважає Ємен країною «Особливого випадку».